# Metapsicologia
O termo metapsicologia pode ser encarado como sinônimo de psicologia metafísica, uma área de estudos da psicologia dedicada ao estudo de fenômenos dos quais a chamada psicologia empírica não se propõe a estudar, por não serem acessíveis ao conhecimento pela experiência e que não pode ser provado pelo método científico proposto pelo positivismo para as ciências.
O termo metapsicologia, porém, tem também outro significado bastante específico, associado à psicanálise. Tal termo foi cunhado por Freud em seus estudos sobre as relações entre o inconsciente e a consciência para designar um conhecimento psicológico que considere as dimensões tópica, dinâmica e econômica do psiquismo, que se mostram nessas relações.
De maneira breve e bastante simplificada, o aspecto tópico, dinâmico e econômico poderiam ser descritos como, respectivamente, uma teoria dos lugares¹, das forças e da energia psíquicas.
Convém observar, porém, que tal teoria dos lugares não corresponde a uma busca por localizações físicas para os aconteceres psíquicos, mas sim de delimitar instâncias responsáveis por diferentes funções- por vezes conflitantes. 